# Sindrome da iper-IgM
Per  sindrome da iper-IgM, si intende una forma specifica di immunodeficienza, composta da due forme specifiche.

## Epidemiologia
Di carattere raro, costituisce l'1% delle forme primitive, si manifesta nei primi anni di vita.

## Sintomatologia
Le prime manifestazioni compaiono nei primi anni di vita, esse comprendono infezioni come otite, broncopolmonite, distrofia, stomatite aftosa, anemia e neutropenia

## Diagnosi
Indagini da laboratorio riscontrano elevati livelli sierici di IgM e IgD.

## Eziologia
La causa è genetica, il gene è stato individuato ed è localizzato sul cromosoma X mappato in q26,3-27,1.

## Terapia
Fornisce ottimi risultati la somministrazione di immunoglobuline endovena. Da tenere in considerazione il trapianto di midollo osseo.

## Prognosi
Generalmente buona se assenti complicanze come la neutropenia. Nel caso di complicanze, o di particolari forme, si arriva ad un'aspettativa di vita inferiore ai 30 anni , in tali casi il trapianto del midollo osseo, soprattutto in giovane età si dimostra risolutivo.